# Le Curé de village (film)
 Le Curé de village  est un film tourné en noir et blanc réalisé par Paul Gury, produit en 1949. Il est fortement inspiré du feuilleton radiophonique Le Curé de village (1935-1938) de Robert Choquette.

## Synopsis
L’action se déroule dans un village typique du Québec des années 1940 du nom de Saint-Vivien où le prêtre joue le rôle de guide spirituel pour toute la communauté. La jeune Juliette nécessite l’attention toute particulière du curé du village. Les parents de son ami de cœur limitent les ardeurs de leur fils à cause des interrogations entourant ses origines. L’arrivée du père de Juliette résout le problème en contraignant les mauvaises langues à se taire et en dénouant les malentendus.
L'acteur Camille Ducharme, également connu pour avoir incarné Romain Lepotiron dans la série Les Belles Histoires des pays d'en haut, tient une fois de plus le rôle d'un notaire, nommé Bellerose cette fois. Les deux personnages se distinguent de leurs compatriotes respectifs par leur langage soigné et mielleux ainsi que par leur maîtrise de l'art cérébral. La personnalité du notaire Lepotiron détonne toutefois de celle de son sosie par sa candeur et sa bienveillance.
Dans le village de Saint-Vivien, le notaire Bellerose se fait surtout remarquer par ses avances insistantes auprès de la jeune et belle Juliette, maîtresse de poste faisant la moitié de son âge, ce qui ne manque pas d'alimenter les racontars à la sortie de l'église. Ces multiples sollicitations, reçues froidement par l'intéressée, contraindront finalement Lionel Théberge, véritable amoureux de Juliette, à régler cette histoire lui-même.

## Fiche technique
- Réalisation : Paul Gury
- Production : Paul L'Anglais
- Scénario : Robert Choquette
- Photographie : Roger Racine
- Montage : Jean Boisvert
- Musique : Morris C. Davis

## Distribution
- Ovila Légaré : Le curé
- Paul Guèvremont : Leblanc
- Lise Roy : Juliette Martel
- Denis Drouin : Lionel Théberge
- Camille Ducharme : Le notaire Bellerose
- Guy Mauffette : Noiraud Toupin
- Jeannette Teasdale : Madame Théberge
- Blanche Gauthier : Honorine
- Jeanne Quintal : La veuve Sirois
- Eugène Daigneault : Le bedeau
- Fanny Tremblay : Mademoiselle Latendresse
- Juliette Huot : Mademoiselle Jolicoeur
- Marthe Beauregard
- Pierre Beauregard
- Louis Belmont : Pierrot Picotte
- Stanislas Desnoyers
- Marcelle Dupont
- Denyse Éthier
- Claire Gingras
- Arthur Groulx : M. Théberge
- Ernest Guimond : Le père Jodoin
- Charles Landry : M. Brunet
- Albert Latulippe
- Margot Lavoie : Mademoiselle Bissonnette
- Jeannette Legare de Guire : Mademoiselle Gratton
- Marie Olivier
- Palmieri : Siméon Castonguay
- Denise Proulx : Mademoiselle Théberge
- M. Robillard
- Claude Robillard : Le garçon
- Françoise Sullivan : Angèle Gratton
- Gisèle Willette : Une petite fille